# Marco Marchioni
Marco Marchioni (Bolonia, 13 de septiembre de 1937, Las Palmas de Gran Canaria, 22 de marzo de 2020) fue un trabajador social e investigador italiano. Conocido por sus aportaciones en el campo de la intervención comunitaria y la participación - tanto en el terreno de la teoría como de la praxis - por su actividad docente y divulgativa del trabajo social comunitario y por su compromiso social y la lucha por la democracia. Su trabajo se ha desarrollado principalmente en Italia y España, con influencias en Latinoamérica y otros países europeos.
En Italia, su trabajo teórico y experimental se inscribe en al marco del pensamiento humanista vinculado con la Questione meridionale. En España, es considerada una de las personas más relevantes y que más ha influido en el trabajo social comunitario. Participa en el apasionado movimiento de renovación pedagógica que se produce en España en la década de los ochenta en el marco de la educación de adultos, con un fuerte carácter democratizador y amplias aspiraciones al cambio social. Se considera también uno de los exponentes en la acción social y en la animación sociocultural por su enfoque neo-marxista del trabajo social y de las ciencias humanas, su énfasis en la dimensión política, en la participación y en el contexto socioeconómico, que lo han convertido en referente de muchos trabajadores y trabajadoras sociales.
A lo largo de su trayectoria, ha participado y escrito sobre experiencias comunitarias, especialmente de Italia y España. Sus libros son considerados un clásico en disciplinas ubicadas en el marco de las ciencias sociales como trabajo social, pedagogía social, salud y psicología comunitaria, educación de adultos, animación sociocultural y educación social, entre otras.
Entre sus aportaciones destaca la construcción teórico-metodológica para la intervención comunitaria y la democracia participativa en países desarrollados; innovando en conceptos clave como “los protagonistas” y “la teoría de los tres círculos” en los procesos participativos o en el concepto de “comunidad” en realidades y sociedades complejas. En el campo de la investigación social ha desarrollado el método de “La Audición”, basado eminentemente en la escucha participativa. Siguiendo su propuesta metodológica se han desarrollado investigaciones comunitarias en múltiples localidades que se han publicado en monografías comunitarias. Su visión teórica y metodológica hace de la comunidad, la participación, el trabajo comunitario y la democracia participativa una propuesta política y de desarrollo social alternativa, tanto a la praxis asistencialista dominante en las políticas sociales, como a los sistemas democráticos obsoletos de nuestro tiempo.
Implicado en la vida política y social en Italia (sobre todo en los años 70 y 80), en la lucha y la solidaridad antifranquista y posteriormente en los años de la democracia en España. La política ha sido referencia constante y sustancial de su vida, incluyendo la militancia activa en diferentes partidos, siempre situados a la izquierda del arco parlamentario. Nunca concibió la profesionalidad desligada de la militancia. Su afiliación al PCI (Partido Comunista Italiano) en 1970 –coincidente con el liderazgo del secretario general Enrico Berlinguer, con la ruptura con el estalinismo soviético y con la construcción del eurocomunismo- representa el momento más significativo de su compromiso político. En los años noventa publicó en España “De Política. El abc de la democracia” en el que expresa su profunda convicción de la simbiosis entre socialismo y democracia, más allá de las dominantes concepciones socialdemocráticas, entonces identificadas con el Psoe de Felipe González. En los últimos años del franquismo funda en el Comitato Spagna Libera que contó con apoyos institucionales, sociales y políticos.

## Nota biográfica
Hijo de Jorio y Amelia, nace en Bolonia en 1937. Toda la familia se traslada a Roma en 1944, en plena II Guerra Mundial. Allí vive y estudia hasta  1959. Su único hermano, Manlio, fallece con 31 años.
En 1959 se traslada a trabajar en Abruzzo y a partir de entonces su lugar de residencia cambia y gira en torno a su trayectoria personal y profesional, entre Italia (Roma, Bologna, Génova) y España (Sevilla, Málaga, Tenerife, Fuerteventura, Gran Canaria).
Es padre de tres hijos: Simona (1963), Maya (1970) y Luca (1973) de su matrimonio con Marcela Serangeli (1938-2012). 
Tras 17 años de convivencia, en agosto del 2014, contrae matrimonio con Luz Mª Morín (1968), madre de Rebeca (1987) y Andrea (1993), con la que colabora estrechamente desde el 2005. 
Fallece el 22 de marzo de 2020 en Las Palmas de Gran Canaria.[cita requerida]

## Trayectoria

### La formación básica (1956-1960)
Se diploma como Trabajador Social en Roma (1959), en el Centro di Educazione Professionale per Assistenti Sociali ed Educatori degli Adulti (CEPAS) única escuela laica de trabajo social en Italia en aquella época. Estudia Ciencias Políticas en la Universidad de Roma. En 1958 participa en un campo de trabajo en Israel, organizado por el AFSC (American Friends Service Committee), para favorecer el entendimiento entre árabes y judíos y vive y trabaja en Kibbutz y Moshav. En 1959, con una Beca Fulbright, participa en el Cleveland International Program para líderes juveniles, cursando estudios de Ciencias Sociales en la Universidad Western Reserve de Cleveland (Ohio, USA).

### Experiencias y formación en la praxis (1960-1970)
De vuelta de los Estados Unidos (finales del 1959), Angela Zucconi, directora del CEPAS, le ofrece participar en el equipo de trabajo del Progetto Piloto per l´Abruzzo que constituye el más importante intento institucional (Ministerio para il Mezzogiorno) de promoción del desarrollo comunitario (Community Development) en Italia, en una amplia zona destruida por la guerra. La zona abarca diez municipios de la región Abruzzo. La iniciativa entra de lleno en la llamada Questione Meridionale, una de las grandes temáticas de Italia (la relación norte/sur, industria/agricultura, desarrollo/subdesarrollo), afrontada desde la creación del Estado por grandes figuras del humanismo italiano como Gaetano Salvemini y Luigi Sturzo, entre otros.
Progetto l´Abruzzo cuenta con el asesoramiento de especialistas como Manlio Rossi Doria (agricultura), Italo Insolera y Leonardo Benevolo (urbanismo), 'Florita Botts (fotógrafa FAO); y con el apoyo político de Adriano Olivetti, entonces ministro para el Mezzogiorno y fundador del movimiento político Comunitá que tuvo dos diputados en la Cámara (él y el sociólogo Franco Ferrarotti, docente del Cepas en los años en los que Marchioni estudió). El mismo Ferrarotti, años más tarde, presentará el libro de Marchioni-Hytten sobre Gela en la Casa de la Cultura de Roma, definiendo el libro como un texto fundamental de sociología política en la estela de la mejor tradición meridionalista.Durante su estancia en Abruzzo, Marchioni se afilia al Partido Socialista (PSI) que lleva una política de unidad de la izquierda –Frente Popular- con el Partido Comunista.    
Después de dos años de trabajo en Progetto l´Abruzzo se traslada al Centro Studi e Iniziative per la Piena Occupazione en Partinico (Sicilia) con Danilo Dolci, reformista no violento, denominado el Gandhi italiano por sus huelgas de hambre. Desde finales de 1961 y hasta finales de 1964, trabaja con Dolci como responsable del área social del Centro. De particular relevancia para su formación son las experiencias de la lucha contra la mafia, la lucha no violenta para la irrigación de la zona a través de la construcción de presas y el desarrollo técnico de la planificación social desde abajo. Este trabajo cuenta con la colaboración de personas relevantes en la Italia de aquellos años como el arquitecto Bruno Levi, el escritor Carlo Levi, el sociólogo urbanista Carlo Doglio, el pedagogo Aldo Capitini (que publicará en uno de sus libros un artículo de Marchioni sobre El trabajo social en Partinico), el teórico de arte Cesare Gnudi, el primer objetor de conciencia italiano Piero Pinna, el director de cine Luchino Visconti (que rodaba en Sicilia El Gattopardo), el actor Vittorio Gassman (que llevó a Sicilia en aquellos años su Teatro-Tienda), Ignazio Butitta poeta popular siciliano, el experto cinematográfico Goffredo Fofi… solo por citar algunos. Entre sus colaboradores directos conviene recordar al filósofo noruego Eyvind Hytten, durante años secretario general del Centro y con el que publicará el libro de Gela años después; la escritora americana Mary Taylor (que sigue viviendo en Sicilia, casada con otro colaborador del Centro, el economista agrario Antonio Simeti); un continuador de la obra de Dolci, Lorenzo Barbera, fundador del CRESME; y el secretario particular de Dolci, Franco Alasia, autor con Dolci de un importante libro-denuncia de los barrios marginales de Milano de los años 50, Milano Korea.
En 1963 el PSI abandona la política de unidad de la izquierda y entra en el gobierno de la Democracia Cristiana. Por ello Marchioni abandona el partido socialista y funda en Partinico el Partido Socialista Italiano de Unidad Proletaria (PSIUP). 
A finales de 1964, en polémica con Danilo Dolci, abandona junto a otros colaboradores, el Centro Studi di Partinico y durante seis meses trabaja como operador social e investigador en el Centro de Napoli de la Associazione Nazionale per gli Interessi del Mezzogiorno (ANIMI), junto a Luciano Ledda. 
Llega a España en julio de 1965, en pleno franquismo, gracias a la mediación de Alfonso Carlos Comín (que había quedado muy impresionado por el trabajo que se realizaba en Sicilia), para organizar en colaboración con el Secretariado Social del Obispado de Málaga (coordinado por el sociólogo José Casco Robledo) el Proyecto de Desarrollo Comunitario en Zonas Rurales (1965-67), que puede considerarse como la primera experiencia de intervención comunitaria en España. El proyecto, patrocinado por Cáritas Internacional, se debe al compromiso social del entonces obispo coadjutor de Málaga, Emilio Benavente. 
El Proyecto Vélez-Málaga interviene en tres zonas de la Comarca de Vélez (hoy, Axarquía) y cuenta con un equipo comunitario: una trabajadora social en cada zona (Ana Mari Martín, Aurora Novis, Mari Carmen Rengel); un sociólogo, Carlos Romero (luego ministro de Agricultura en el primer gobierno de González); y un técnico agrícola. El Proyecto promueve la participación activa de la población en procesos de mejora de la realidad local, contando con el apoyo y asesoramiento de recursos técnicos. Este trabajo es posible por el hecho de ser una iniciativa de la iglesia católica.
En 1966, en Marbella, organiza, siempre en colaboración con el Secretariado Social del Obispado y la Escuela de Trabajo Social de Málaga, el “Primer Seminario sobre Desarrollo Comunitario” en España. (Cuadernos de Documentación Social de Cáritas).
Durante los años de estancia en Málaga imparte clases (1965-7) de Desarrollo Comunitario en la Escuela de Trabajo Social. Estas clases pueden ser consideradas las primeras en España sobre Desarrollo Comunitario. 
En el 1967 escribe el libro “Comunidad y Desarrollo” que será publicado tres años después (1970) en Barcelona, por la Editorial Nova Terra, dirigida entonces por Alfonso Carlos Comín.

[...] Hace poco leía un trabajo importante traducido al castellano “Comunidad y Desarrollo” de Marco Marchioni. En él presenta el autor la posibilidad de “un proceso no-violento de modificación y de progreso de las comunidades locales, realizado por los mismos miembros que las forman”. ... Si esto no lo hacemos urgentemente, no conseguiremos el desarrollo material y humano que todos pretenden en el fondo de su ser y, particularmente, la juventud [...]. Miret Magdalena, Triunfo nº 406 del 14 de marzo de 1970
En 1967, realiza para Cáritas una propuesta de “Plan de Desarrollo Comunitario de Jerez de la Frontera” . Sin embargo, a causa de dificultades con la autoridad administrativa franquista, el Proyecto Vélez-Málaga se cierra en junio del 1967 y el obispado prescinde de la colaboración de Marchioni que, junto a su familia, abandona España y regresa a Italia.
A partir de esa fecha vive y trabaja en Italia (Bologna, Roma, Génova), donde su actividad se amplía y diversifica, implicándose en la vida política y social italiana de aquellos años. Nunca abandona la lucha y la solidaridad antifranquista y su trabajo en España.
En los años siguientes a la finalización del Proyecto Vélez-Málaga realiza cursos y seminarios de formación sobre Desarrollo Comunitario en Barcelona, Madrid, Bilbao, San Sebastián, Málaga, etc. y publica varios artículos en la “Revista de Trabajo Social” (RTS) de Barcelona sobre la misma temática.
[...] La llegada a España del promotor italiano Marco Marchioni merece un apartado. Fue contratado por el Obispado de Málaga para dirigir la animación de un proyecto de desarrollo en la comarca de Vélez–Málaga. A la vez comienza un trabajo de extensión ideológica y técnica, comenzando con un seminario en Marbella en 1966. Marchioni fue cesado tempranamente por el Obispado, lo que facilitó su otra obra de difusión por cursillos, publicaciones y asesoramientos.
Marco Marchioni propuso un enfoque radical para el trabajo de los animadores, de modo que ni se sofocaban ni se obviaban las dimensiones políticas de los problemas sociales, ni se eludían los conflictos con los poderes de la España franquista. Este enfoque resulta particularmente afín, a las necesidades de acción política que sentían muchos animadores voluntarios y trabajadores sociales de la época. Todo hizo que Marchioni se convirtiera en el líder de muchos de los agentes sociales de la época [...]. Mª Dolores Chacón Blanco, “El Desarrollo Comunitario” (ISSN 1988-6047 Dep. Legal: GR 2922/2007). “Innovación y experiencias educativas” Nº 29- abril 2010.
En 1967, realiza una investigación de campo sobre Pomigliano D’Arco, ciudad del área metropolitana de Napoli (en la que Alfa Romeo monta el primer establecimiento de fabricación de automóviles en el Sur de Italia), con un largo ensayo sobre “La informazione e la participazione en una comunitá del Mezzogiorno”, publicado en la Revista  “Archivio di studi urbanistici”, Milano, 1968.
Entre 1968-70 trabaja en un proyecto de desarrollo social en Gela (Sicilia), ciudad de reciente industrialización y que cuenta con un importante establecimiento petrolquímico, publicando con Eyvind Hytten el libro “Industrializzazione senza sviluppo” (1970) que se convierte en un clásico de la Questione Meridionale y libro de texto en las facultades de sociología. Por este trabajo recibe, en el año 2000, el Premio “Sileno d’ Oro” de la Cittá di Gela, junto a la viuda de Eyvind Hytten . 
En este mismo periodo (1968-70) imparte clases en la Escuela de Trabajo Social de Génova.
Se inscribe en el Partido Comunista Italiano en 1970.

### La heterogeneidad y la politización (1970-1985)
Son años convulsos para el país originario de Marchioni: grandes luchas sindicales y estudiantiles; presencia activa del terrorismo fascista y de la extrema izquierda (Brigadas Rojas); construcción del nuevo estado autonómico y creciente desequilibrio norte/sur, un norte industrialmente muy desarrollado y un sur aun vinculado a regímenes agrícolas anticuados, etc. En estos años no es fácil encontrar trabajos estables o permanentes para Marchioni y tampoco es fácil orientarse en la lucha política. 
Marchioni es elegido secretario nacional (1970-72) del Servizio Civile Internazionale (SCI), organización internacional antimilitarista de voluntariado; y forma, al mismo tiempo, parte de la Secretaría Italiana para la Objeción de Conciencia, junto a Marco Pannella del Partito Radicale (PR). 
En estos mismos años, Angela Zucconi abandona la enseñanza en el CEPAS y Marchioni hereda su cátedra: “Planificación social y organización de la comunidad”, que mantendrá durante 15 años (1970-85).
En Bologna (1970) funda el Comitato Spagna Libera que cuenta con apoyos institucionales, sociales y políticos; en particular de la Regione Emilia-Romagna (Presidente Guido Fanti) y de personas importantes como Cesare Gnudi  (historiador de arte) y el entonces alcalde de Bologna, Renato Zangheri. En todos estos años Marchioni adopta el pseudónimo de Felipe Medina. En ese periodo Bologna es una ciudad a la vanguardia en Europa en temas sociales y culturales, y más concretamente en participación ciudadana; al mismo tiempo en que es referencia nacional para la solidaridad y la cooperación internacional. Entre las actividades realizadas por el Comitato Spagna Libera recordamos: 
- Organización de un viaje de la delegación de la Asamblea de Catalunya a tres regiones italianas (Emilia-Romagna, Lombardia y Toscana).
- Colaboración con el Centro de Solidaridad en la lucha antifranquista de Paris, dirigido por el ex preso político y poeta Marcos Ana.
- Campaña para la liberación de Horacio Fernández Iguanzo, dirigente comunista asturiano, condenado a muerte por el franquismo, enfermo y encarcelado.
- Organización de colonias en Italia para hijos de presos políticos.
- Concierto flamenco de José Meneses en Reggio Emilia.
- Presentación oficial del Comitato con la participación de Rafael Alberti y del hispanista Ignazio Delogu en el Teatro Comunale di Bologna.
- Exposición de pinturas de artistas italianos y españoles en varias ciudades italianas para recoger fondos para Comisiones Obreras y para las familias de presos políticos.
- Creación de un mosaico de Trude Whener, importante artista austriaca (Galería Albertina de Viena) en Ravenna, dedicado al Proceso 1001 contra los diez dirigentes sindicales fundadores de Comisiones Obreras. El mosaico está ubicado actualmente en el palacio de la Regione Emilia-Romagna en Bologna. Al mismo tema Trude Whener dedicó un álbum de xilografías con el título Gótico Español.
- El hermanamiento entre Guernika y Marzabotto (ciudad mártir italiana con 1.800 víctimas de la represalia nazista, al final de la 2ª Guerra Mundial).
- Publicación de Vientos del Pueblo con fotografías de Angelo Mezzanotte y textos de Felipe Medina.
- Organización del viaje a Italia de Ramón Tamames, exponente de primer plano del PCE y famoso economista, para ilustrar la situación política de España tras la muerte de Francisco Franco. El viaje incluyó conferencias en diferentes universidades (Bologna, Génova, Roma), encuentros con personalidades políticas, entrevistas de prensa, etc.
- Otras numerosas actividades culturales y teatrales.

En estos años establece una gran amistad (personal y política) con Faustino Miguélez Lobo (sociólogo), Xoan Trillo (músico) – entonces sacerdotes que estudiaban en Roma- y con Carlos Vallejo, líder sindical de Comisiones Obreras, obligado al exilio por su actividad en la Seat de Barcelona. Todos militantes antifranquistas que colaboran activamente con el Comitato Spagna Libera. Por los mismos motivos estrecha amistad con el representante del PCE en Italia, Francisco Antón, comisario político en Madrid durante la Guerra Civil que compitió con Santiago Carrillo por la secretaría general del PCE a la muerte de Pepe Díaz; y con su esposa Carmen.
A lo largo de este periodo colabora como freelance con varios periódicos y revistas italianos en materia de política internacional, con particular referencia a la situación española. En este marco publica seis artículos amplios en L’Unitá (órgano del PCI) sobre “Nacionalidades y Pueblos de España”, que constituye uno de los primeros ejemplos de periodismo en el que se habla de España como realidad multinacional. En 1980 aporta a L’Unitá un artículo confidencial e inédito de Aldo Moro (asesinado por las Brigadas Rojas en 1978) en el cual el líder democristiano sostiene la necesidad de incorporar el Partido Comunista al gobierno del país (el “Compromiso Histórico”). L’Unitá publicó el artículo a toda página.
Colabora con un ensayo sobre la situación política italiana en el  “Anuario 1977 de El País”, dirigido por Ramón Tamames. Publica su primer ensayo en lengua gallega en la revista “Nova Galiza”, promovida por Xoan Trillo. Y un artículo en catalán en la revista “L’Endema”, coordinada por Jordi Estivill. 
Entre 1973-77 trabaja en la Regione Emilia-Romagna (gobernada por comunistas y socialistas), con responsabilidad en el campo de las relaciones internacionales de la primera Región Roja de Europa.
En 1978 entra en la dirección de la FILLEA (sindicato de la construcción perteneciente a la Confederación Sindical de la CGIL), con responsabilidad en el campo de la formación sindical y de las relaciones internacionales. Trabaja en el sindicato hasta el año 1985. La CGIL le nombra experto en la FAO (Organización de las Naciones Unidas para la Agricultura y la Alimentación) para la evaluación de proyectos de desarrollo financiados por Italia.
En 1980, en Roma, es elegido Presidente de la ONG Terra Nuova con proyectos de cooperación internacional, particularmente en América Latina (Ecuador, Bolivia, Colombia).

### La vuelta "definitiva" a España (1985-2015)
La vuelta ‘definitiva’ de Marchioni a España es compleja, ya que sus relaciones con la realidad social y política española no se han interrumpido nunca: por un lado, seguía manteniendo relaciones profesionales en diferentes niveles (cursos, conferencias, escritos, etc.); y por el otro, desde su trabajo en el sindicato, organizaba cursos de formación para Comisiones Obreras, participaba en congresos y desarrollaba acciones y actividades en el marco de la solidaridad obrera.
Pero su deseo íntimo es volver a Andalucía, vivir y trabajar en Andalucía. Por ello, gracias a la mediación de Faustino Miguélez, establece relaciones con la dirección de la Reforma Agraria de Andalucía, promovida por el primer presidente de la Junta, Rafael Escudero y aprobada el 3 de julio de 1984, siendo Presidente José Rodríguez de la Borbolla.
Sin embargo, la realidad de la reforma queda empantanada: por la imposibilidad de expropiar terrenos mínimamente productivas y por las trabas legales puestas en acto por los propietarios de las tierras. De hecho, la reforma fracasa y los responsables técnicos, con los que Marchioni entra en contacto, abandonan.
La posibilidad de volver a Andalucía por esta vía, por lo tanto, también fracasa para Marchioni pero establece nuevas relaciones con Andalucía a través de la Diputación de Sevilla –que le encarga un trabajo para la definición de los servicios sociales comarcales- y luego, se concreta con la invitación del Alcalde de Lebrija, 'Antonio Torres, para organizar y dirigir el proyecto municipal de desarrollo social y comunitario de su municipio, que constituye el primer ejemplo de intervención comunitaria municipal en el marco del sistema democrático. Marchioni acepta la invitación y en septiembre del 1986 se traslada a vivir a Lebrija, en la casa del actor y promotor teatral Juan Bernabé Castell, sita en la central calle Corredera.
La colaboración con el alcalde termina a finales de 1987, a causa de diferencias políticas y complicaciones personales de Marchioni: en ese año muere en Bologna su padre, tras una larga enfermedad y su madre se queda sola. Siendo hijo único –su hermano Manlio ha muerto prematuramente en 1964- Marchioni tiene que volver a Bologna con cierta frecuencia.
Pero al abandonar Lebrija Marchioni no retorna a Italia y establece su residencia en Málaga, gracias a la colaboración de su amigo Paco Puche –librero y ecologista, colaborador de Comín en los años 60-  donde reanuda su colaboración con la Escuela de Trabajo Social que está en el proceso que la llevará, años más tarde, a ser escuela universitaria. 

#### 1985-1995
Son años de construcción de la democracia en España en la perspectiva europea, con una amplia mayoría social que apoya el cambio promovido y prometido por el partido socialista, dirigido por Felipe González y Alfonso Guerra. Son años en que los municipios y los gobiernos locales están abiertos a las ideas del desarrollo comunitario y de la participación de la ciudadanía en la vida pública. También son los años en los que se va construyendo el Estado del Bienestar, con importantes inversiones –no solo económicas- en educación y sanidad. Se establecen los servicios sociales municipales, se inauguran centros de salud y las escuelas públicas de primaria y secundaria nacen en prácticamente todos los barrios periféricos de las ciudades. Los fondos europeos contribuyen notablemente a ello (en junio de 1985 se firma el Tratado de Adhesión de España y la integración en la Comunidad Económica tiene lugar el 1 de enero de 1986).
El movimiento vecinal es vivo y activo en el territorio y se configura como representación de la ciudadanía en la vida municipal. La CAVE (Confederación de Asociaciones de Vecinos de España) es un organismo que alimenta debates y experiencias innovadoras y avanzadas en los pueblos y ciudades del país. También son los años de la droga –fundamentalmente heroína- que hace estragos en estos mismos barrios y nacen las ‘patrullas ciudadanas’ (afortunadamente mueren pronto); al mismo tiempo en que en muchas realidades empiezan a notarse los primeros efectos de un cierto desencanto con respecto a las administraciones públicas y surgen movimientos alternativos. 
Marchioni, en este periodo, colabora con administraciones públicas (autonómicas, diputaciones o ayuntamientos), pero también con asociaciones vecinales o colectivos, universidades o institutos públicos, para la organización de los servicios sociales, la puesta en marcha de proyectos o experiencias comunitarias que parten de ámbitos como la salud, educación, drogodependencias, etc. 
Es invitado a pronunciar una conferencia en las “Primeras Jornadas Europeas de Servicios Sociales”, organizadas por el Consejo General de Colegios Oficiales de Diplomados en Trabajo Social y Asistentes Sociales, en Madrid (1985). 
Participa en un ciclo de conferencias dedicado al desarrollo comunitario y la participación, organizado por la Escuela de Trabajo Social de Barcelona en el Novo Hotel de esta ciudad (1986).
Colabora, en materia de participación, con el grupo de gobierno (Psoe) del Ayuntamiento de Pamplona siendo alcalde Julián Balduz (1984).
Elabora el Plan de organización, coordinación y programación del departamento de Servicios Sociales de la Diputación de Sevilla (1985).
Asesora al Principado de Asturias para la creación de los Servicios Sociales Comunitarios (1988).
Dirige del Proyecto Municipal de Desarrollo Social y Comunitario de Lebrija (1986-87).
Dirige y coordina el Proyecto Municipal de Desarrollo Integral de las Cuevas de Guadix (1989).
Asesora a la Asociación de Vecinos del barrio de Nazaret (Valencia), en colaboración con Ana Sánchez y Toni Merelles de la Facultad de Enfermería de la Universidad de Valencia (1990-95).
Asesora y colabora con el Proyecto de Desarrollo Comunitario de Palo Blanco (Los Realejos, Tenerife), en colaboración con Jaime García, maestro de compensatoria (1991-92).
Asesora al IVESP (Instituto Valenciano de Estudios en Salud Pública, dirigido entonces por las doctoras Colomer y Martín ) para tres experiencias de participación comunitaria desde Centros de Salud: Játiva, Onteniente, Manises (1988-91). 
Asesora al INSERSO para experiencias de trabajo comunitario desde centros de salud: La Laguna; los barrios de Ofra y de la Salud en Santa Cruz de Tenerife (1992-1994).
Organiza con la Asociación de Vecinos (presidente José Graña) y la Asociación ASFEDRO (Asociación Ferrolana contra las Drogas), en el barrio de Caranza del municipio de El Ferrol, el primer Plan Comunitario que cuenta con Carlos Javier Pedreira como equipo comunitario.  A partir de los resultados positivos del Plan de Caranza entra en contacto y asesora a la Xunta de Galicia (Plan Autonómico sobre Drogodependencias) para Planes Comunitarios. A través de este Plan Autonómico se articulan planes comunitarios en distintas ciudades de la región: Vite (Santiago); Ribeira y Distrito Quinto (Coruña); Marín y Monteporreiro (Pontevedra); Teis y Casco Vello (Vigo). Colabora con este Plan desde 1989 hasta 1998, aproximadamente. 
En estos años establece relaciones amistosas y profesionales, entre otras personas, con los psicólogos Emilio Lesta, Manuel Araújo y Jesús Morán; con el médico Luis Astray; con el geógrafo social Christian Reutlinger (que realizará un estudio sobre “La Juventud Invisible”). Esta experiencia en Galicia será la base del futuro trabajo de Marchioni en Argentina con “Ciudades Preventivas”.
Por invitación de la FAVB (Federación Asociaciones de Vecinos de Barcelona) imparte una conferencia en ocasión de “25º del Movimiento Vecinal en Barcelona” (1995). La charla tiene lugar en el local de los ‘Propietarios’ en la Vía Julia, Nou Barris. Otro ponente es el escritor Manuel Vázquez Montalbán.

#### 1995-2005
Es una etapa compleja y al mismo tiempo confusa. En el ámbito parlamentario domina la alternativa y la alternancia entre el PSOE (Partido Socialista Obrezo Español) y el PP (Partido Popular) y, por lo tanto, el sistema bipolar y bipartidista impone su ley y margina las fuerzas minoritarias; en particular Izquierda Unida que se fragmenta y sufre constantes ataques desde el socialismo que la arrincona porque no quiere nadie a su izquierda. Lo mismo ocurre en el frente derecho del arco parlamentario. Empieza haber en la prensa y los medios de comunicación (muchos ya son privados) denuncias de irregularidades y de casos de corrupción. Son años de crecimiento económico con desarrollo de la industria, de la construcción, de las exportaciones y un aumento exponencial del turismo. La inmigración empieza a cambiar la escenografía de los barrios y de las ciudades: España se transforma en una sociedad multicultural. El proceso no aparece conflictivo ya que se cuenta con el aumento de la ocupación y se pueden describir como de coexistencia las relaciones con la población autóctona, aunque en muchos casos la concentración de la población inmigrada configura más guetos que nuevas realidades integradas.
Las políticas sociales derivan cada vez más en políticas asistenciales que actúan sobre las consecuencias sociales y no intervienen, preventiva ni colectivamente, sobre las causas de las demandas. Las comunidades locales se llenan de Organizaciones No Gubernamentales que atienden demandas específicas, pero no se integran ni se relacionan con el resto de recursos profesionales y técnicos existentes. En los barrios aparece un fenómeno paradójico: existen muchísimos recursos pero no la voluntad de trabajar conjuntamente. 
El movimiento vecinal pierde fuerza en los barrios y ciudades, sin que se vislumbren nuevos interlocutores de las administraciones locales en defensa de los intereses comunes y generales. La realidad asociativa en los territorios, en términos generales, se caracteriza por una extrema fragmentación y por intentos desordenados de agregación (por temas, problemas, situaciones particulares del territorio, fiestas, etc.). Las políticas clientelares en muchos ayuntamientos fragmentan las intervenciones y crean competitividad entre las propias asociaciones y las citadas ONG. La situación de la participación de la ciudadanía es precaria y se caracteriza por la ausencia u obsolescencia de canales adecuados de participación y de organizaciones representativas de los intereses comunes. Todo ello lleva a un enrarecimiento de la vida comunitaria, a una pérdida de referencias y horizontes colectivos y al reforzamiento de las reivindicaciones particulares.
En estos años puede decirse que el trabajo de Marchioni se bifurca: por un lado, colabora con administraciones públicas que advierten la necesidad de cambios estructurales en su manera de funcionar y que consideran fundamental introducir y sistematizar en estos cambios la participación de la ciudadanía; por otro, esta misma exigencia nace y se percibe desde movimientos alternativos o vecinales que comprenden la necesidad de dar pasos avanzados hacia nuevos horizontes, ya que las demandas esenciales y primarias están cubiertas, pero los cambios sociales, políticos y hasta culturales han creado un nuevo panorama y la sociedad se enfrenta a situaciones en gran medida nuevas, mucho más complejas de las que dominaron anteriormente.
- Asesora al Cabildo Insular de Fuerteventura para el Plan Insular de Desarrollo Social y Comunitario de la isla Fuerteventura (1995-97), promovido por la consejera de Asuntos Sociales Rosa María Mesa.
- Asesora al Ayuntamiento de Carmona para la puesta en marcha de un proyecto de Participación y Desarrollo Comunitario Municipal, entonces alcalde Sebastián Martín (1996-97).
- Asesora al Ayuntamiento de Arona para la puesta en marcha de un proyecto de Desarrollo Social y Comunitario Municipal (1998-99).
- Asesora al Ayuntamiento de Avilés para el Proyecto “Participación y Cambio Social” y el nuevo Reglamento de Participación Ciudadana del (Asturias), alcalde Santiago Vega. (2004-2006).
- Elabora la nueva propuesta de Reglamento de Participación Ciudadana para el Ayuntamiento de San Adrián del Besós (1997-98) por iniciativa de Jose Miguel Céspedes; y para el Ayuntamiento de Santa Coloma (1999).
- Promotor, asesor y colaborador del Plan Comunitario de Carabanchel Alto (1994-2000). Esta experiencia se configura como el primer intento de dar vida a un Plan Comunitario –promovido desde la Asociación de Vecinos y otras entidades del barrio como la parroquia, que posteriormente confluyen en la creación de la Asociación para el Desarrollo del Plan Comunitario de Carabanchel Alto- en un distrito de Madrid y contando, desde el inicio, con la colaboración de la administración municipal y del conjunto de recursos, públicos y privados, del territorio. En esta experiencia nace uno de los primeros Consejo de Salud realmente participativo, integrado prácticamente por todas las instancias representativas de la ciudadanía del barrio. El Plan Comunitario nace por iniciativa y la contribución voluntaria de Antonio Nieto e inspirada por otra experiencia, la de Pan Bendito, un barrio limítrofe de Carabanchel Alto. El Plan cuenta, inicialmente por trabajadoras sociales voluntarias como equipo comunitario.
- Asesora el Proyecto Comunitario de Moratalaz (1999-2003), impulsado por el Distrito y promovido inicialmente por la Asociación Caminar desde su trabajo en el barrio de El Ruedo (ejemplo de urbanismo popular realizado por el arquitecto Sainz de Oeiza).
- Asesora a la Asociación de Vecinos del Casco Viejo de Pamplona que, en colaboración con el departamento de sociología de la Universidad del País Vasco, pone en marcha el Plan Comunitario (2003-04).
- Asesora el proceso de intervención comunitaria de La Torreta/La Roca del Vallés que nace del Equipo de Atención Primaria del centro de salud (2004-05).
- Asesora al Servicio Madrileño de Salud -Atención Primaria Área 9- para el Programa de Promoción de Salud para los proyectos comunitarios en Leganés y Fuenlabrada. (2004-2006)

En esta etapa, Barcelona es la ciudad en la que se plantean cambios sustanciales en la acción del Movimiento Vecinal, organizado alrededor de la FAVB. Dentro de la ciudad, el Distrito de Nou Barris es el más activo. En uno de estos barrios, el de Trinitat Nova, por iniciativa de la Asociación de Vecinos y de su presidente -Diosdado Rebollo- y con el asesoramiento de Marchioni, nace el primer Plan Comunitario que cuenta desde el inicio con el trabajo de un equipo comunitario, expresamente liberado para ello. Este Plan Comunitario será referencia para muchos otros barrios de la ciudad y también para el mismo Ayuntamiento y para la Generalitat.  
- Asesora a la Asociación de vecinos de Trinitat Nova y participa en la promoción del Plan Comunitario de Trinitat Nova, para impulsar la renovación urbanística y promover un proceso participativo de transformación social del barrio (1996-97).
- Colabora con la FAVIC (Federación Asociaciones de Vecinos de Cataluña) para desarrollar programa comunitarios en varias ciudades de Cataluña (1998).
- Asesora el programa “Ciudades Preventivas” (1999-2001, puesto en marcha por la Secretaría de Prevención y Asistencia de las Adicciones del Gobierno de la Provincia de Buenos Aires (Argentina), dirigido por el profesor Alberto Yaría.  El trabajo comunitario surge en la Provincia de Buenos Aires como un nuevo horizonte del trabajo en drogas, asumiendo la perspectiva preventiva y comunitaria que Marchioni aporta partiendo del trabajo realizado en Galicia con los planes comunitarios (1989-98). El enfoque comunitario integra las necesarias prestaciones asistenciales y terapéuticas en procesos colectivos y comunitarios que implican el conjunto de la comunidad local. De allí el nombre de Ciudades Preventivas del proyecto.

Otras experiencias significativas: Canarias y Badajoz.
En este periodo el trabajo de Marchioni se refuerza técnica y metodológicamente, gracias a dos experiencias muy importantes en su trayectoria: la de “El Patio” en Canarias y la de la “Margen Derecha del Guadiana”, en Badajoz.
La primera permite la reconversión de una demanda administrativa relacionada con el tema de la violencia juvenil en barrios periféricos, transformándola en una hipótesis normal y permanente de trabajo comunitario y de procesos participativos que implican a todos los protagonistas, aunque particularmente se trabaje con juventud e infancia. El Patio demuestra no solo la viabilidad de esta hipótesis, sino su máxima utilidad social y política porque evidencia, entre otras cosas, que en una comunidad organizada y participativa, la violencia juvenil no solo tiende a desaparecer sino, que los jóvenes se transforman en un recurso positivo para la mejora de la comunidad misma.
La segunda, que cuenta con apoyo administrativo del Gobierno regional a través de la Consejería de Sanidad, demuestra que, parta de donde parta la iniciativa, un ámbito sectorial no puede desarrollarse por su cuenta y que necesita de la colaboración y coordinación del conjunto de recursos de los demás sectores sociales (principalmente educación y servicios sociales), como de la participación activa del tejido asociativo y de la ciudadanía en general. En particular, en el marco de esta experiencia, adquiere mucha importancia el trabajo comunitario realizado por el Centro de Salud El Progreso. 
Estas dos experiencias –documentadas y evaluadas permanentemente- alimentan un avance metodológico muy importante de la propuesta de Marchioni, al mismo tiempo que confirman una hipótesis sustancial para las políticas sociales: la comunidad local tiene que ser el ámbito territorial, administrativo y social en el que se puede sinergizar, integrar y coordinar el conjunto de los recursos existentes, la colaboración entre todas las administraciones y de las entidades privadas y, sobre todo, contar con la población/ciudadanía como un sujeto activo y no como usuario o destinatario pasivo de las intervenciones. 
Asesora y colabora con el Programa “El Patio. Los centros educativos como recurso comunitario” (Gobierno de Canarias), para la promoción de procesos comunitarios partiendo de los centros escolares; Las Remudas y La Pardilla (Telde, Gran Canaria) San Bartolomé y Teguise (Lanzarote).  (Premio Reina Sofía 2008 en el ámbito educativo y comunitario y otros reconocimientos). Dirigido por Antonio Santana, contó con el trabajo y la colaboración de numerosos profesionales, voluntarios y estudiantes. (202-2010)
Actualmente, sigue colaborando para el asesoramiento y formación, con el Grupo Técnico de Coordinación Remudas-Pardilla, generado a partir del programa El Patio. 
Asesora e imparte formación aplicada al Proyecto de Desarrollo Social y Comunitario de la Margen Derecha del Guadiana (Badajoz) en colaboración con el Centro de Salud El Progreso (dirigido por el doctor Ignacio Maynar) y del Servicio Extremeño de Salud de la Junta de Extremadura. (2002-2010)

#### 2005-2018
Este periodo se caracteriza por la explosión de la crisis económica en España como consecuencia de la crisis internacional y de la burbuja inmobiliaria. Los últimos años del Gobierno Zapatero reflejan una gran incapacidad de comprender lo que está llegando (en el 2008 el Presidente del Gobierno anuncia que “España está punto de ser una sociedad del pleno empleo”) y, al mismo tiempo, se despilfarra en obras y estructuras inútiles o superfluas y se aprueban leyes sociales (como la de la Dependencia) que requieren importantes gastos cuya cobertura no está definidas. La aparente riqueza de estos años refuerza el efecto llamada a los países africanos y latinoamericanos.  La crisis económica, junto con el vertiginoso aumento del paro, llevará en el 2011 a la derecha (Partido Popular) a gobernar con políticas de austeridad y de recortes sociales (servicios sociales, educación y salud) y reformas del mercado de trabajo con una modificación sustancial de las relaciones laborales y una acentuada precarización del empleo. También el panorama de la inmigración sufre cambios ya que se produce una vuelta a los países de origen y un empeoramiento de las condiciones de vida y de las relaciones con la población autóctona; aunque en España (a diferencia de otros países europeos) no se produce el surgimiento de partidos o movimientos de signo claramente xenófobo y fascista, ni se asiste a situaciones relevantes de conflicto abierto en los territorios donde se concentra una importante presencia de inmigrantes.
Los altos índices de paro y las políticas de recortes determinan el surgimiento de fenómenos de pobreza –que se detectan sobre todo en la franja de la infancia y en los territorios más frágiles- y de movimientos sociales (los 15M, los Indignados, Plataforma de Afectados por la Hipoteca, etc.)  que, además de organizar acciones de protesta y de reivindicación, empiezan a plantear alternativas al sistema de partidos, a la decadencia sindical, a la burocratización de las administraciones públicas y, sobre todo, a la creciente corrupción. Todo ello generará nuevos partidos (Podemos, Ganemos, Ciudadanos, etc.) que, con las elecciones europeas primero (2014) y, con las elecciones autonómicas y locales después (2015), dan vida a un panorama político y social muy diferente que puede ser definido como ‘el fin del sistema bipartidista’.
En este marco complejo, Marchioni sigue trabajando asiduamente en los dos planos: por una parte contribuir desde el ámbito administrativo –regional o municipal- a poner en marcha experiencias que demuestran la necesidad de la implicación real de la ciudadanía en el gobierno de la cosa pública; por el otro, desde el ámbito social y territorial, seguir apoyando y desarrollando experiencias comunitarias que demuestren, a su vez, que la participación de la ciudadanía y comunidades abiertas e integradoras son elementos clave para la lucha contra las tendencias dicotómicas (la pobreza y la marginación) derivadas de los procesos de desarrollo capitalistas.
En esta etapa adquiere particular importancia la puesta en marcha en el 2010 del Proyecto ICI (Intervención Comunitaria Intercultural) que llega a desarrollarse en 40 territorios del Estado y que cuenta con recursos (económicos y técnicos) relevantes, haciendo de éste una experiencia única. La intervención se inicia en un momento en el que crece la conciencia de que la manera con la que se han gestionado las políticas sociales hasta el momento explicitaba numerosos fallos y la necesidad de cambios en muchos ámbitos. El Proyecto ICI se presenta con elementos de novedad como la visión de proceso, la participación de los actores, el trabajo con administraciones públicas o privadas, las relaciones colaborativas o la promoción de iniciativas comunes y compartidas. Todos ellos representan elementos positivos de cambio respecto a la situación existente en esos momentos. 
- Asesoramiento y formación aplicada del proyecto de Participación y Desarrollo Comunitario puesto en marcha a partir del “Programa de Desarrollo Comunitario” de la Consejería de Asuntos Sociales de la Ciudad Autónoma de Ceuta cuya directora de servicios sociales es Josefina Castillo. (2007-08).
- Asesoramiento y formación aplicada, en colaboración con Antonio Santana, en el proyecto “Soñando con una escuela para todos, entre todos” impulsado por los CEIP García Lorca y Vicente Aleixandre, el centro de profesores y Recursos y la Dirección Provincial del Ministerio de Educación. Ceuta (2009).
- Asesoramiento a la Concejalía de Participación del Ayuntamiento de Las Palmas de Gran Canaria (con Jerónimo Saavedra de Alcalde y concejala Mª Luisa Blanco Roca) en el Proyecto “Participación y Desarrollo Social” (“Mención Especial” del Jurado Internacional de la IV Distinción OIDP -Observatorio Internacional de Democracia Participativa- Buena Práctica en Participación Ciudadana); y la realización del nuevo Reglamento de Participación Ciudadana. (2007-11).
- Dirección y asesoramiento de la “Investigación social y acciones de formación sobre participación social y desarrollo territorial en Extremadura”, por cuenta de la Consejería de Agricultura y Desarrollo Rural de la Junta de Extremadura, en colaboración con el profesor de geografía de la Universidad de La Laguna Vicente Zapata y Luz Mª Morín (2010).
- Asesoramiento al Área de Bienestar Social, Participación y Cultura del Ayuntamiento de Palma de Mallorca, dirigido por Mariam Feliu, para el Programa de Intervención Comunitaria que pone en marcha dos experiencias piloto en los barrios de Son Gotleu y el Polígono de la ciudad (2010-11).
- Asesor General del Proyecto de Intervención Comunitaria Intercultural –ICI- promovido por la Obra Social de la Fundación Bancaria “la Caixa” (Director de Área Social Marc Simón[2]) y con la colaboración de la Universidad Autónoma de Madrid, IMEDES -Instituto Universitario de Migración, Etnicidad y Desarrollo Social-; el proyecto lo dirige el antropólogo Carlos Giménez Romero[3]  y coordina José M. Álamo Candelaria. El Proyecto empieza en el 2010 en 17 territorios y se extiende en el 2014 a otros 23, con un total de 40 territorios del Estado.Territorios 2010: El Clot, Barcelona; Nord de Nou Barris, Barcelona; El Raval, Barcelona; Salt; Tortosa; Pueblo Nuevo, Madrid; Las Margaritas, Getafe; Leganés; Las Norias-El Ejido; Jerez-Zona Sur; Granada-Distrito Norte; Carrús, Elche; La Coma-Paterna; Casco Histórico, Zaragoza; Playa Honda-San Bartolomé, Lanzarote-; Madre de Dios y San José, Logroño. Territorios 2014: Polígono Sur, Sevilla; Distrito Bailén-Miraflores, Málaga; Barrio Delicias, Zaragoza; Distrito Ponent, Palma Mallorca; Taco, La Laguna y Santa Cruz de Tenerife; Barrio de Santa María de Benquerencia-Polígono, Toledo; Cardona, provincia de Barcelona; El Prat de Llobregat-Barrio Sant Cosme, Barcelona; L’Hospitalet de Llobregat-Distrito Marianao, Barcelona; Santa Coloma de Gramanet, Barcelona; Badalona Sud-Sant Roc, Artigues i Remei; Vic-Barcelona; Banyoles-Girona; San José-Hadú-Almadraba, Ceuta; Getafe-barrio de la Alhóndiga, provincia de Madrid; Barrios San Pascual y Concepción Oeste-Distrito Ciudad Lineal, Madrid; Barrio Universidad-Distrito Centro, Madrid; San Cristóbal de Los Ángeles-Distrito Villaverde, Madrid; Cañada Real-Madrid/Rivas; Barrio Santa Rita-Paterna, Valencia; Casco Histórico, Cartagena; Ametzola e Iralabarri-Distrito de Rekalde, Bilbao. El proyecto continúa en la actualidad.
- Experto metodológico para el Proyecto Europeo -ALFA III- RELETRAN (Red Latinoamericana Europea de Trabajo Social Transnacional), en el que participan 12 universidades de Latinoamérica y Europa en colaboración con 11 organizaciones de la práctica de trabajo social de sus respectivos países. En el proyecto participan: Alemania, España, Portugal, Bolivia, Brasil, Chile, Colombia Guatemala, México, Panamá. (2012-14) Tras la finalización del proyecto, continúa la colaboración y la relación de las universidades y organizaciones implicadas, junto a otras que se han ido sumando, a través de la “Red Latinoamericana Europea de Trabajo Comunitario Transnacional” y la revista “Espacios Transnacionales”.[4]
- Colaborador y miembro del comité científico del PACAP (Programa de Actividades Comunitarias en Atención Primaria) del la semFYC (Sociedad Española de Medicina de Familia y Comunitaria) para la promoción de actividades comunitarias en Atención Primaria, participando o colaborando en cursos de formación, jornadas, artículos en la Revista Comunidad, etc. Miembro del Comité Científico de la revista Comunidad del PACAP. (2004-2015).
- Asesor metodológico del Proyecto "Participación y Salud" promovido por la Gerencia de Área de Salud de Badajoz y dirigido por Ignacio Maynar; la finalidad es implicar en el proceso de mejora y sostenibilidad del sistema público de Atención Primaria al conjunto de actores sociales que actúan en la comunidad (2016-2018). El proyecto se desarrolla en cuatro zonas de salud: dos urbanas y dos rurales (Suerte Saavedra; Cerro Gordo; Alconchel; Olivenza).
- Asesor metodológico en el ámbito de la intervención comunitaria del Proyecto Siempre Acompañados promovido por la Obra Social de la Fundación Bancaria "la Caixa"; la dirección científica está a cargo del Dr. Javier Yanguas y cuenta con la colaboración del Instituto Gerontológico Matia. La finalidad del proyecto es detectar y evitar la soledad no deseada de las personas mayores.

## Reconocimientos
- Premio “Sileno d’ Oro” de la Cittá di Gela, en el año 2000, por el libro publicado junto a Eyvind Hytten, “Industrializzazione senza sviluppo” (1970) que se convierte en un clásico de la Questione Meridionale y libro de texto en las facultades de sociología.
- Galardonado, en marzo de 2017, en la modalidad de profesionales, con el V Premio Estatal de Trabajo Social por el Consejo General de Trabajo Social.[5]
- Miembro del Consejo Asesor de Sanidad y Servicios Sociales del Ministerio de Sanidad, Consumo y Bienestar Social.[6]

## Multimedia
- Glosario del trabajo social comunitario (2018) distribuido en veintiún vídeos de corta duración.
- La palabra dada (2018), entrevista en profundidad conducida por Isabel Ralero.
- El desarrollo comunitario: una herramienta para la inclusión (2018) en las XXI Jornadas de formación familiar desarrolladas en Hellín (Albacete).
- Conceptos alrededor de la intervención comunitaria (2015), en la Jornada de prevención y mediación comunitaria organizada por el Departamento de Justicia de la Generalitat de Catalunya en Girona.
- Conferencia Las políticas sociales, en las XI Jornadas de encuentro profesional organizadas por la Escuela de Trabajo Social de la Universidad del País Vasco en Vitoria.

## Publicaciones
- Marchioni, M., Ferrer, Álamo, Morin (2017). El diagnóstico social en el trabajo social comunitario. RTS Revista de Trabajo Social nº 211, agosto 2017. Ejemplar dedicado a: Pensando el diagnóstico social; en homenaje a Mary E. Richmond. ISS 0212-7210 págs. 110-115.[7]
- Marchioni, M. (2017). La educación social, las ciencias y profesiones sociales ante la crisis glocal. RES Revista Educación Social, 24[8]
- Marchioni, M. & Pastor, E., (Coords). (2016). Trabajo Social en barrios. Revista Servicios Sociales y Política Social, 112.[9]
- Marchioni, M., Morin, Gimenez, Rubio (2015). Metodología. Juntos por la Convivencia. Claves del Proyecto Intervención Comunitaria Intercultural. España, Obra Social La Caixa. 1º edición, Vol. 2.[10]
- Marchioni, M., & Morin, L. (2015). Las profesiones sociales ante los cambios y la democracia participativa. (M. Viché, Ed.) quadernsanimacio.net, 22.[11]
- Marchioni, M. (2014). Jiménez, A.S., Pantoja, A., Leiva J.J. y Moreno Sánchez, E. (Coord.) (2014). Capítulo 2. La infancia, un bien comunitario. En VV.AA., Infancia en contextos de riesgo. XXV años de la Convención sobre los Derechos del Niño (pp. 41-52). Granada: Editorial GEU.[12]
- Marchioni, M. (2014). Políticas sociales y dimensión comunitaria. Voces Inmigrantes , nº 20, 10-11.[13]
- Marchioni, M., & Morin, L. M. (2014). El Proyecto Intervención Comunitaria Intercultural (ICI): una experiencia avanzada en el terreno comunitario. (M. Viché, Ed.) quadernsanimacio.net, 20.[14]
- Marchioni, M., & Vecina, C. (2014). Iniciativas comunitarias, convivencia e interculturalidad. In L. Ballester, B. Pascual, & C. Vecina, Comunidad, trabajo en red e intervención socioeducativa (pp. 287-337). Palma de Mallorca: Universitat de les Illes Balears.[15]
- Marchioni, M., Morín, L. M., & Álamo, J. (2013). Metodología de la intervención comunitaria. Los procesos comunitarios. In VV.AA., J. Buades, & C. Giménez (Coords.) (Eds.), Hagamos de nuestro barrio un lugar habitable. Manual de intervención comunitaria en barrios (pp. 59-72). Valencia.[16]
- Marchioni, M. (2013). Planes y procesos comunitarios. In J. Kniffki, & C. Reutlinger (Eds.), Comunidad transnacionalidad trabajo social. Una triangulación empírica. América Latina-Europa (pp. 59-86). Madrid: Popular, S.A.[17]
- Marchioni, M. (2013). Algo muy sencillo. In VV.AA., Encuentros con Joaquin García Roca. Brújulas de lo social. Voces para un futuro solidario (pp. 97-98). Madrid: Ediciones Khaf.
- Marchioni, M., & Morín, L. M. (2013). Planes y procesos comunitarios en el marco de la crisis. Comunidad , nº 15, 76-82.[18]
- Marchioni, M. (2012). Capítulo 1. El reto de la diversidad y de la multiculturalidad. De la homogeneidad a la heterogeneidad. In VV.AA., Diversidad cultural y redes sociales (pp. 9-21). Jaén: Joxman Editores.[19]
- Marchioni, M. (2012). La experiencia comunitaria y la crisis. Cuaderno de Políticas de Salud, XI.[20]
- Marchioni, M. (2012). A Participação e a Autonomia Individual e Coletiva, Eixos da Animação Sociocultural e das Sociedades Democraticamente Avançadas. In VV.AA., Animação Sociocultural. Intervenção e Educação Comunitária: Democracia, Cidadania e Participação (pp. 13-17). Intervenção - Associação para a Promoção e Divulgação Cultural.[21]
- Marchioni, M. (2012). Reflexiones sobre el Estado Social y la crisis. Cuaderno de Políticas de Salud , X.[22]
- Marchioni, M. (2012). Un nuevo escenario y un nuevo horizante de las políticas sociales. Cuaderno de Políticas de Salud, XII.[23]
- Marchioni, M. (2011). La crisis del Estado social y la defensa de la sanidad pública. Cuaderno de Políticas de Salud, VIII.[24]
- Marchioni, M. (2011). La participación en el nuevo contexto social. En VV.AA., Un mundo con iniciativa (pp. 13-14). Madrid: Fundación Jóvenes y Desarrollo.
- Marchioni, M. (2011). Recorriendo el camino de la participación ciudadana (II). En VV.AA., Proyecto de Participación y Desarrollo Social. Los pilares de una ciudad participativa (pp. 13-20). Las Palmas de Gran Canaria: Concejalía Delegada de Participación Ciudadana. Ayuntamiento de Las Palmas de Gran Canaria.
- Marchioni, M. (2011). Participación ciudadana y desarrollo social comunitario. Cuaderno de Políticas de Salud, VII.[25]
- Marchioni, M. (2011). Hacia un sistema integrado de servicios comunitarios. Cuaderno de Políticas de Salud, IX.[26]
- Marchioni, M. (2010). La participación comunitaria en los servicios de salud. Cuaderno de Políticas de Salud , V.[27]
- Marchioni, M. (2010). Atención Primaria de Salud y procesos comunitarios. Cuaderno de Políticas de Salud, VI.[28]
- Marchioni, M., & Zapata, V. (2010). El Desarrollo Territorial como proceso comunitario y participativo. Mundo Rural de Tenerife, VIII, 12-13.[29]
- Marchioni, M. (2009). La perspectiva comunitaria en los proyectos de ley de servicios sociales y de participación (en Canarias y Extremadura). In Tejiendo espacios de encuentro. Experiencia de Red Acoge en la red de mediación intercultural "la Caixa" 2006-2009 (pp. 73-79). Madrid: Obra Social Fundación "La Caixa".[30]
- Marchioni, M. (2009). La necesidad de redescubrir el trabajo social comunitario. Gizarte.doc, nº 31, 7.[31]
- Marchioni, M. (2009). La participación comunitaria y la sostenibilidad como proceso de construcción de los barrios. In P. d. Ajuntament/Ayuntamiento de Vic (Ed.), Jornades d'Intercanvi sobre dinamització comunitària i participació ciutadana als barris. Vic.[32]
- Marchioni, M. (2009). La mediación y el contexto de la intervención comunitaria: Comunidades locales, inmigración y el desafío de la multiculturalidad. Organización y desarrollo de la comunidad. In VV.AA., Mediación Comunitaria. Una apuesta por la ciudadanía (pp. 5-27). Alicante: Ayuntamiento de Alicante.
- Marchioni, M. (2009). Entrevista. Marco Marchioni. Iraila. Boletín Documental sobre Inserción Social. Eguneratuz. Nº 99, 8-9. Donostia: Departamento de Empleo y Asuntos Sociales del Gobierno Vasco.
- Marchioni, M. (2009). Recorriendo el camino de la participación ciudadana. In Memoria 2008-2009. Proyecto de participación y desarrollo local. Los cimientos de una ciudad participativa. Las Palmas de Gran Canaria: Concejalía Delegada de Participación Ciudadana. Ayuntamiento de Las Palmas de Gran Canaria.[33]
- Marchioni, M. (2008). Algunos elementos teóricos sobre desarrollo comunitario. Documentación Social 2, nº 149-150, 50-64.
- Marchioni, M. (2008). Participação, Desenvolvimento Social e Animação Sociocultural. A animação sociocultural e os desafios do século XXI (pp. 263-266). Ponte de Lima: Intervenção - Associação para a Promoção e Divulgação Cultural.
- Marchioni, M. (2007). La necesidad de la participación comunitaria hoy. XVIII Jornadas andaluzas de Asociaciones de Drogodependecias y Sida (pp. 11-26). Cartaya (Huelva): Federación Andaluza de Drogodependencias y Sida ENLACE.
- Marchioni, M. (2007). Raum, Territorium und "Gemeinwesen". In VV.AA., C. Reutlinger, W. Mack, F. Wächter, & S. Lang (Eds.), Jugen und Jugendpolitik in benachteiligten Stadtteilen in Europa (pp. 224-236). Heidelberg: VS Verlag für Sozialwissenschaften.
- Marchioni, M. (2006). Materiales para la participación ciudadana. In VV.AA., Materiales para la participación ciudadana. Los diagnósticos comunitarios. Proyecto Participación y Cambio Social (pp. 9-14). Avilés: Ayuntamiento de Avilés. Concejalía de Participación Ciudadana.
- Marchioni, M. (2006). Carabanchel se mueve: por la dignidad del trabajo o el trabajo como bien individual y colectivo. In J. A. Rubio García, Los retos de la comunidad ante el mercado laboral. Carabanchel se mueve. Plan para la optimización de los servicios de empleo (pp. 15-18). Madrid: Popular.
- Marchioni, M. (2006). Democracia participativa y crisis de la política. La experiencia de los planes comunitarios. Cuadernos de Trabajo Social, nº 19, 213-224.[34]
- Marchioni, M. (2005). A propósito de planes y procesos comunitarios. El viejo Topo , Nº 209-210, 79-85.[35]
- Marchioni, M. (2005). Reflexiones de Marco Marchioni en torno al 25 aniversario del CODTS de Cádiz. TS Difusión, nº 53, 5.
- Marchioni, M. (2004). El patrimonio del movimiento vecinal. Jornadas sobre la transformación de los barrios y el movimiento vecinal (pp. 7-10). Jerez: Coordinadora de la Zona Sur "Existe".
- Marchioni, M. (2004). La acción social en y con la comunidad. Zaragoza: Libros Certeza.
- Marchioni, M. (2004). Unos recursos técnicos infrautilizados. La Veu del Carrer, nº 86, 19.[36]
- Marchioni, M. (2002). Organización y desarrollo de la comunidad. La intervención comunitaria en las nuevas condiciones sociales. En VV.AA., Programas de animación sociocultural (pp. 455-479). Madrid: Universidad nacional de educación a distancia.
- Marchioni, M. (2002). Cambio social y participación (Antología. 1965-2000). Santa Cruz de Tenerife-Las Palmas de Gran Canaria: Benchomo.
- Marchioni, M. (2002). Las Agendas 21 y la evolución de los procesos de participación social. Sostenibilidad ¿para qué y para quién? Sostenible?, nº 4, 75-82.
- Marchioni, M., Froufe, S., Hernando, M. Á., Lalana, P., Limón, R., López-Barajas, E., et al. (2002). Organización y Desarrollo de la comunidad. La intervención comunitaria en las nuevas condiciones sociales. En C. M. Capdevila, Programas de Animación Sociocultural (1ª edición ed., pp. 455-479). Madrid: Universidad Nacional de Educación a Distancia.
- VV.AA. (2001). Comunidad y cambio social. Teoría y praxis de la acción comunitaria. (M. Marchioni (Coord.), Ed.) Madrid: Popular S.A.
- Marchioni, M. (2000). Animación sociocultural y desarrollo comunitario. Cuadernos de Animación 2. Actas de la I Escuela Formativa de Animación Sociocultural (pp. 55-63). Gijón: Asociación Cultural ASTURACTIVA.
- Marchioni, M. (1999). Ciudad preventiva y desarrollo comunitario. Metodología de la intervención comunitaria. Buenos Aires, Argentina: Gobierno de la provincia de Buenos Aires.
- Marchioni, M. (1999). Comunidad, participación y desarrollo. Teoría y metodología de la intervención comunitaria. Madrid: Popular, S.A.
- Marchioni, M. (1997). De política. El abecé de la democracia. La Laguna-Tenerife: Benchomo.
- Marchioni, M. (1995). La Comunidad como escenario de la Gestión Integrada de Políticas Sociales. In VV.AA., La gestión integrada. Nuevas fronteras de las políticas sociales. Una experiencia desde Canarias (pp. 58-64). Santa Cruz de Tenerife-Las Palmas de Gran Canaria: Benchomo.
- Marchioni, M. (1995). Movimientos sociales y crisis de la democracia a final de siglo. Papers d'acció cultural , nº 2.
- Marchioni, M. (1994). La utopía posible. La intervención comunitaria en las nuevas condiciones sociales. Santa Cruz de Tenerife-Las Palmas de Gran Canaria: Benchomo.
- Marchioni, M. (1992). La audición. Un método de investigación participativa y comunitaria. Teoría, metodología y práctica. Santa Cruz de Tenerife-Las Palmas de Gran Canaria: Benchomo.
- Marchioni, M. (1991). Vent'anni dopo (Presentación de la reedición de Marchioni y Hytten, 1970). (S. Parlagreco, Ed.) Cronache Parlamentari Siciliane. Nuova serie anno ottavo , Supplemento al numero 1 di gennaio, 14.
- Marchioni, M. (1991). Entrevista a Marco Marchioni. Rambla-12. Revista de l'Associació Promotora del Treball Social. Nº 1, 7-14. (E. Sampere, & J. R. Ubieto, Interviewers) Barcelona: Associació Promotora del Treball Social.
- Marchioni, M., & Puche, F. (1990). Notas sobre el voluntariado. In VV.AA., El Voluntariado en la acción sociocultural (pp. 63-79). Madrid: Popular, S.A.
- Marchioni, M. (1989). Planificación social y organización de la comunidad. Alternativas avanzadas a la crisis. Madrid: Popular, S.A.
- Marchioni, M. (1988). Del sistema educativo tradicional a la animación sociocultural: Lecciones de la experiencia internacional. In VV.AA., Una educación para el desarrollo: La animación sociocultural (pp. 55-62). Madrid: Fundación Banco Exterior.
- Marchioni, M. (1985). Estructura legislativa, administravita y financiera de los Servicios Sociales en Italia. Nuevos enfoques del trabajo comunitario en la actual etapa de los servicios sociales: entre la provocación y la utopía. Primeras Jornadas Europeas de Servicios Sociales (pp. 46-59). Madrid: Consejo General de Colegios Oficiales de Diplomados en Trabajo Social y Asistentes Sociales.
- Marchioni, M., & Mezzanotte, A. (1974). Viento del pueblo (testo di Felipe Medina, seudón. de M. Marchioni) (Comitato Spagna Libera ed.). Venezia: Corbo & Fiore Editori.
- Marchioni, M. (1974). Ai lettori italiani (por Felipe Medina, seudón. del autor). In M. Marchioni (Ed.), Dalle Carceri di Franco. Lettere e documenti (Centro di informazione documentazione e studio per la Spagna libera ed., pp. 7-8). Roma: Editori Riuniti.
- Marchioni, M. (1974). Il decentramento in Italia: un problema di partecipazione e potere. Centro Sociale (estratto da) , nº 115-117.
- Marchioni, M., & Hytten, E. (1970). Industrializzazione senza sviluppo. Gela: una storia meridionale. Milano: Franco Angeli Editore.
- Marchioni, M. (1970). Montagna e Comunità montane. In VV.AA., Comunità Montane (pp. 35-64). Genova: Provinza di Genova.
- Marchioni, M. (1969). Comunidad y desarrollo. Barcelona: Nova Terra.
- Marchioni, M. (1969). Algunas consideraciones sobre la problemática de la industrialización rápida de las zonas subdesarrolladas. Revista de Estudios Agrosociales , nº 68, 23-37.
- Marchioni, M. (1967). 3ª Parte: Líneas de planificación. Plan de desarrollo comunitario. Jerez de la Frontera año 1967-1968. Jerez de la Frontera: Secretariado Pro-Suburbio.
- Marchioni, M. (1966). Algunos elementos teóricos sobre desarrollo comunitario. Documentación Social, Segunda Época , nº 2, 5-19.
- Marchioni, M. (1966). Material de documentación. Seminario Desarrollo Comunitario y Sociedad en Transformación. Marbella: Escuela de Trabajo Social.
- Marchioni, M., & Hytten, E. (1966). Sull'azione sociale troppo periférica. La Rivista di Servizio Sociale (estratto da), nº 3.
- Marchioni, Marco; et al. (1996). Experiencias de traballo comunitario en Galicia (Vol. IXX). (X. d. Galicia, Ed.) Galicia: Colección Drogodependencias.
- Marchioni, M. (1964). Die Sozialarbeit in Partinico. Offene Welt. Zeitschrift für Wirtschaft, Politik und Gesellschaft, nº 85, 246-253.
- Marchioni, M. (1963). Il lavoro sociale a Partinico. (M. Corsini, Ed.) La Rivista di Servizio Sociale, nº 3.

### Monografías comunitarias
- VV.AA., Tots fem Tona. Tona, Barcelona. 2008.[37]
- VV.AA., Dos barrios hablan. Las Remudas y La Pardilla. Telde: Tapizca, S.L. 2005.[38]
- VV.AA., Avance monográfico do barrio de Teis. Vigo. 2002.[39]
- VV.AA., Tomamos la palabra. Un barrio analiza su realidad. Moratalaz. Madrid. 2000
- VV.AA., La mujer en el barrio de Nazaret. Qué opinan las mujeres de Nazaret acerca de sus problemas y de la calidad de vida en el Barrio. Valencia: Generalitat Valenciana. (1992).[40]
- VV.AA., El Barrio de San Rafael. El pensar de sus gentes. Valencia: Generalitat Valenciana. (1992).[41]
- VV.AA., Construyendo la ciudad. Barrio de Nazaret. Propuestas 92. Valencia: Federación de Asociaciones de Vecinos Comunidad Valenciana. (1991).[42]
- VV.AA., Una comunidad habla de sí misma. Palo Blanco, Las Llanadas, La Ferruja un barrio de la zona alta de Los Realejos. Los Realejos: Benchomo. (1991).[43]
- VV.AA., Las Cuevas de Guadix "Así piensa la gente de las Cuevas". Granada: Excmo. Ayuntamiento de Guadix. (1989).[44]